# Çalkaya, Mihalıçcık
Çalkaya là một xã thuộc huyện Mihalıçcık, tỉnh Eskişehir, Thổ Nhĩ Kỳ. Dân số thời điểm năm 2011 là 194 người.